# 村岡友憲
村岡 友憲（むらおか とものり、TOMONORI MURAOKA, 1986年11月18日 - ）は埼玉県出身のマーシャルアーティスト、俳優、スタントマン。Enbudo所属。元ジャパンアクションエンタープライズ所属。

## 来歴
埼玉県深谷市・埼玉県秩父郡小鹿野町出身。
19歳でジャパンアクションエンタープライズ養成所第36期生として養成部に入部する。同期に、高田将司・伊藤教人・高橋玲・人見早苗・藤井祐伍・増田広司・南誉士広がいる。JAE時代の愛称は「チャン」。
20歳からプロスタントマンとして舞台や映像に関わったのち、2011年からフリーランス。
2008年10月にシルク・ドゥ・ソレイユのショーを初めて観劇し、圧倒的な技術と、想像を超える世界観に一瞬で心を掴まれ、サーカスアーティストを志望しはじめる。。
2018年、ロイヤル・カリビアン・インターナショナル社の保有する世界最大の豪華客船「シンフォニー・オブ・ザ・シーズ」船内アクアショーへ主役で出演が決定。2018年6月10日から2019年2月2日までの約8ヶ月間、カリブ海を巡りながらマーシャルアーティストとしてショーに出演する。
2020年2月、シルク・ドゥ・ソレイユのショー「Zumanity」への正式オファーを得るも、新型コロナウイルスのパンデミックのさなかにR.U.Nがクローズする影響で、3月7日にオファーが撤回される。Zumanityも3月14日にショーが終演となる。
日本エクストリームマーシャルアーツ協会認定指導員として競技の普及活動にも参加。現代サーカスに興味を持ち、アクロバティックな写真や、映像編集、ロゴデザイン、着物のリメイク衣装作成など、芸術観点から様々な作品作りも行っている。

## 出演

### ライブショー
- HiRO(シンフォニー・オブ・ザ・シーズ Aqua Theater) - 主役・ Ronin 役 (2018年6月10日 - 2019年2月2日)

### テレビドラマ
- 花より男子2（リターンズ）
- 陽炎の辻〜居眠り磐音 江戸双紙〜3 - 雜賀衆蝙蝠組 役
- サラリーマン金太郎2 - チンピラ 役

### 特撮テレビドラマ
- 仮面ライダーシリーズ
  - 仮面ライダー電王（2007年 - 2008年）
  - 仮面ライダーキバ（2008年 - 2009年）
  - 仮面ライダーディケイド（2009年）
  - 仮面ライダーW（2009年 - 2010年）
  - 仮面ライダーオーズ/OOO（2010年 - 2011年）
- スーパー戦隊シリーズ
  - 轟轟戦隊ボウケンジャー（2006年 - 2007年）
  - 獣拳戦隊ゲキレンジャー（2007年 - 2008年）
  - 炎神戦隊ゴーオンジャー（2008年 - 2009年）
  - 侍戦隊シンケンジャー（2009年 - 2010年）
  - 天装戦隊ゴセイジャー（2010年 - 2011年）
  - 海賊戦隊ゴーカイジャー（2011年 - 2012年）

### 映画
- 仮面ライダーシリーズ
  - 劇場版 仮面ライダー電王 俺、誕生!（2007年）
  - 劇場版 仮面ライダー電王&キバ クライマックス刑事（2008年）
  - 劇場版 さらば仮面ライダー電王 ファイナル・カウントダウン（2008年）
  - 劇場版 仮面ライダーディケイド オールライダー対大ショッカー（2009年）
  - 仮面ライダー×仮面ライダー W&ディケイド MOVIE大戦2010（2009年）
  - 仮面ライダー×仮面ライダー×仮面ライダー THE MOVIE 超・電王トリロジー（2010年）
    - EPISODE RED ゼロのスタートウィンクル
    - EPISODE YELLOW お宝DEエンド・パイレーツ

  - 仮面ライダーW FOREVER AtoZ/運命のガイアメモリ（2010年）
  - 仮面ライダー×仮面ライダー オーズ&ダブル feat.スカル MOVIE大戦CORE（2010年）
- スーパー戦隊シリーズ
  - 侍戦隊シンケンジャー 銀幕版 天下分け目の戦（2009年）
  - 天装戦隊ゴセイジャー エピックON THEムービー（2010年）
  - 天装戦隊ゴセイジャーVSシンケンジャー エピックon銀幕（2011年）
  - ゴーカイジャー ゴセイジャー スーパー戦隊199ヒーロー大決戦（2011年）
- 銀幕版 スシ王子! 〜ニューヨークへ行く〜（2008年）
- 劇場版TRICK 霊能力者バトルロイヤル（2010年）
- ロストクライム -閃光-（2010年）
- Wolf of Vengeance（2016年）

### Vシネマ
- 仮面ライダーカブト 超バトルDVD 誕生!ガタックハイパーフォーム!!（2006年）
- 帰ってきた侍戦隊シンケンジャー 特別幕（2010年）

### ネットムービー
- ネット版 オーズ・電王・オールライダー レッツゴー仮面ライダー 〜ガチで探せ!君だけのライダー48〜（2011年）

### 舞台
- ミュージカル「忍たま乱太郎」 再演（2010年6月30日 - 7月7日、シアターGロッソ） - ドクタケ忍者 役
- イナズマイレブン（2010年9月4日 - 12日、シアターGロッソ） - 宍戸佐吉 役
- 劇団BRATS「真・桃太郎伝説」(2012年)
- スーパー歌舞伎Ⅱワンピース 再演
- スーパー歌舞伎II「ワンピース」4月大阪松竹座、5月御園座公演(2018年) - アンサンブル
- 大逆転！戦国武将誉賑（2025年9月20日 - 10月19日〈予定〉、明治座 / 11月8日 - 24日〈予定〉、大阪新歌舞伎座）[3]

### 自主公演
- 「ART DRAMA」ライブペイントパフォーマンス ＠カフェムリウイ (2018年)
- ライブペイント&トーク「AQUA 」(2019年)

### ヒーローショー
- Wヒーロー夏祭り 2013
- Wヒーロー夏祭り 2014
- Wヒーロー夏祭り 2015
- Wヒーロー夏祭り 2022

### 戦隊シリーズショー
- 轟轟戦隊ボウケンジャー
  - 「真夏の大冒険!甦れ伝説の戦士たち!」
  - 「新たなる冒険者!ボウケンシルバー登場!!」
  - 「カブト参戦!燃えろ友情の冒険魂!!」
  - 「未来への冒険!素顔の戦士ラストミッション!!」
- 獣拳戦隊ゲキレンジャー
  - 「獣拳戦隊ゲキレンジャー!スカイシアターに現わる!!」
  - 「ゲキワザ!獣拳合体!ゲキトージャ出激気!!」
  - 「俺、参上!友情の電激気パワー炸裂!!」
  - 「新拳士現わる!奇跡の大集激気!!」
  - 「目覚めろ野獣の力!突激気大作戦!!」
- 侍戦隊シンケンジャー
  - 「スーパーシンケンジャー見参!真侍技之幕」
- 天装戦隊ゴセイジャー
  - 「護星天使降臨!奇跡のラストターン」
- 海賊戦隊ゴーカイジャー
  - 「全速前進!ゴーカイシルバー登場!!」
- 動物戦隊ジュウオウジャー
  - 「ジュウオウファイナル！王者の絆をなめるなよ！！」
- 宇宙戦隊キュウレンジャー
  - 「宇宙戦隊キュウレンジャー シアターGロッソに現る！！」
- 魔進戦隊キラメイジャー
  - 「空前のひらめきバトル！！取り戻せ！キラメイストーン！」

### CM
- 日東紅茶「ロイヤルミルクティ」
- ハウス食品「とんがりコーン」
- 綜合警備保障「安心戦隊 ALSOK」

## 受賞
- XTC2013年 クリエイティブ部門 優勝
- XTC2014年 クリエイティブ部門 優勝
- ヌンチャクマニアTOKYO2015 優勝
- VIVA FEST 2019 GROUND Solo EMERGING ARTIST 9th place[4]